# Pinanga maculata
Pinanga maculata är en enhjärtbladig växtart som beskrevs av Porte och Lem.. Pinanga maculata ingår i släktet Pinanga och familjen Arecaceae.
Artens utbredningsområde är Filippinerna. Inga underarter finns listade i Catalogue of Life.